# Guerre polono-lituanienne
La guerre polono-lituanienne est un conflit armé entre la Lituanie et la Pologne, au lendemain de la Première Guerre mondiale, peu de temps après que les deux pays ont recouvré leur indépendance. Le conflit fait partie d'un conflit plus large pour le contrôle des villes de Vilnius (en polonais : Wilno), Suwałki et Augustów.
Le conflit commence en août 1920. Le 7 octobre, la Société des Nations négocie le traité de Suwałki qui doit prendre effet le 10 octobre à midi. La Pologne revendique la victoire, mais le 8 octobre le général Lucjan Żeligowski se mutine et lance la 1re division d'infanterie lituano-biélorusse dans une attaque surprise de la Lituanie, avec le soutien des habitants de la région de Vilnius, majoritairement polonais. Le 12 octobre le général Żeligowski annonce la création de la République de Lituanie centrale.
Alors que dans l'historiographie lituanienne le conflit est considéré comme un conflit séparatiste effectué dans le cadre des guerres d'indépendance lituaniennes, dans d'autres traditions historiques (y compris polonaise et soviétique), il est presque toujours considéré comme un évènement de la guerre russo-polonaise de 1920,,,,,.

## Prélude

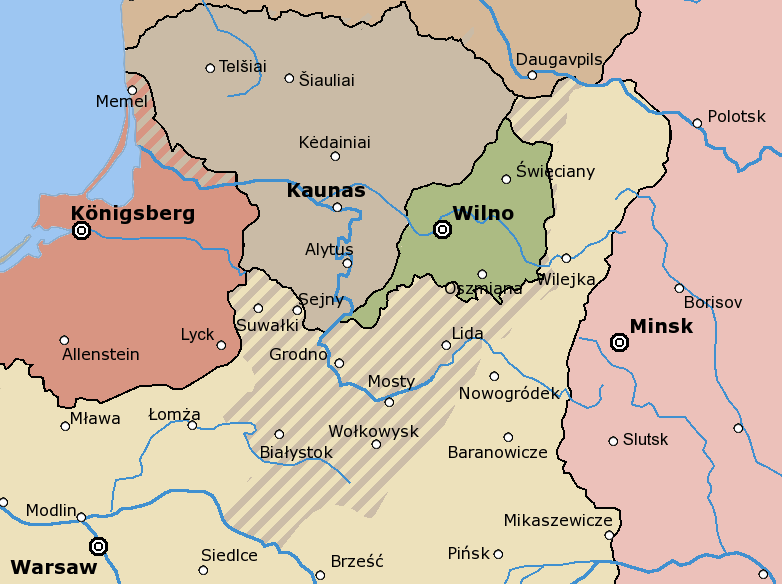
Régions disputées par la Pologne et la Lituanie. En vert : la République de Lituanie centrale

Dès le début de la guerre soviéto-polonaise (1919-1921) la plus grande partie du territoire lituanien est rapidement occupé par l'Armée rouge qui vainc et repousse les unités d'autodéfense polonaises et lituaniennes. Peu de temps après, les Soviétiques sont contraints de battre en retraite devant l'armée polonaise, qui s'empare de Vilnius le 19 avril 1919.
À l'instar de Józef Piłsudski l'un des hommes politiques dominants de l'époque, la Pologne ne reconnait pas la Lituanie et espère voir revivre l'ancienne République des Deux Nations sous la forme d'une "Fédération Międzymorze". D'autre part, alors que dans la région, les Lituaniens sont majoritaires, Vilnius (en polonais : Wilno) est habitée par 49 % de Polonais, 49 % de Juifs et seulement 2 % de Lituaniens,. Les Polonais entendent donc faire valoir le droit à l'autodétermination des habitants de Vilnius. La campagne militaire contre les Soviétiques sert donc de prétexte pour justifier l'entrée de l'armée polonaise en Lituanie.
Dans un premier temps, bien que la Lituanie soit restée neutre dans les premières phases de la guerre soviéto-polonaise, Polonais et Lituaniens coopèrent contre les Bolcheviks. Mais très vite, les Lituaniens affirment que Vilnius est la capitale historique de la Lituanie et refusent d'entendre la demande polonaise. Préférant un État lituanien indépendant, ils sont opposés à toute idée de fédération. Ils considèrent donc que les Polonais occupent Vilnius et en profitent pour contester également leur présence dans la région de Suwałki.
Si les relations entre la Lituanie et la Pologne ne sont pas immédiatement hostiles, elles se dégradent rapidement lorsque chaque camp refuse de faire des compromis. Les premiers affrontements entre soldats polonais et lituaniens ont lieu le 26 avril et le 8 mai, près de Vievis. En juillet, les journaux font de plus en plus état d'affrontements entre Polonais et Lituaniens, principalement autour des villes de Merkinė (Merecz) et Širvintos (Szyrwinty). La Lituanie qui essaie d'éviter un conflit militaire, soumet son cas à la médiation de la Conférence des Ambassadeurs.
Les deux parties somment l'autre camp de se retirer, rejetant toute proposition adverse. Le 18 juin 1919 une première ligne de démarcation, fondée sur les positions militaires plutôt que sur la composition ethnique est tracée. Plus favorable à la Lituanie, elle oblige les Polonais à reculer sur 35 km. Cette proposition est rejetée par le Ministre polonais des Affaires étrangères. De toute façon elle ne satisfait pas plus les Lituaniens qui auraient ainsi perdu Vilnius et Grodno.
Une deuxième proposition, connue sous le nom de ligne Foch, est faite le 26 juillet, prenant plus en compte la composition ethnique,. Toutefois, les troupes polonaises sont encore obligées de reculer sur de nombreux kilomètres, ce que le gouvernement polonais n'est pas disposé à accepter. Encore une fois, le gouvernement lituanien n'est pas satisfait. En outre, dans la région de Vilnius, les troupes polonaises continuent à avancer, repoussant les Bolcheviks vers l'est.

## Été 1920
Vers la fin de juin 1920, l'Union soviétique entreprend une offensive sur Varsovie. Les autorités lituaniennes cherchent le contact avec les autorités soviétiques. Une mission diplomatique est envoyée à Moscou où un accord (traité de paix lituano-soviétique de 1920) est signé le 12 juillet. Deux jours plus tard, l'Armée rouge s'empare de la région de Vilnius, qui conformément au traité est remise au gouvernement lituanien.
Le 29 juillet, l'Armée rouge s'empare d'Augustów et le lendemain, les Lituaniens prennent Suwałki. Les troupes polonaises retraitent vers Łomża, où elles sont encerclées. Elles sont ensuite forcées de traverser la frontière avec la province de Prusse-Orientale, où elles sont capturées.
Les autorités lituaniennes commencent à s'organiser dans les domaines retrouvés. Mais contre toute attente, l'Armée rouge est vaincue dans la bataille de Varsovie et sa retraite expose Augustów. Le 26 août, sachant l'armée polonaise occupée avec les préparatifs de la bataille de la rivière Niémen et la poursuite des bolcheviks, les autorités lituaniennes en profitent pour s'emparer d'Augustow. Dans le même temps, elles recommandent aux troupes polonaises, de ne pas traverser la ligne Grabowo-Augustów-Sztabin, pressentie comme nouvelle ligne de démarcation entre la Pologne et la Lituanie.
Bien que la perte de Suwałki soit cruciale dans le combat contre l'Armée rouge, le commandement militaire polonais ne souhaite pas s'engager dans un autre conflit armé. La mission militaire polonaise à Kaunas, et les diplomates envoyés à la conférence de la paix de Paris, font pression sur le gouvernement lituanien pour revenir au statu quo ante bellum. Les autorités lituaniennes déclinent l'offre, mais le Haut-Conseil de la Conférence de la paix de Paris reconnaît la ligne Foch comme ligne de démarcation. Les villes de Vilnius, Suwałki, Augustów et Sejny doivent être cédées à la Pologne.
Le 27 août, afin de surprendre l'Armée rouge en retraite, le général Edward Rydz-Śmigły, commandant de la 2e armée polonaise, ordonne que les forces lituaniennes soient repoussées hors de la zone disputée, de l'autre côté de la ligne soutenue par l'Entente. La cavalerie du colonel Adam Nieniewski reçoit l'ordre de sécuriser la zone au plus vite.
Le lendemain, la cavalerie quitte la région de Białystok et avance en deux colonnes vers Augustów. Dans le même temps, le 1er régiment d'infanterie polonaise de la 1re division d'infanterie prend les défenseurs de la ville par surprise et désarme une compagnie du 10e régiment d'infanterie lituanienne. Les forces de Nieniewski ne s'opposent pas au retrait des forces lituaniennes vers le nord. Dans la soirée du 30 août, un escadron de reconnaissance de la brigade de cavalerie commandée par Zygmunt Piasecki atteint Suwałki et demande le retrait des forces lituaniennes. Le 29 au matin, Nieniewski entre dans la ville, avec le 7e régiment de Uhlans et deux bataillons du 41e régiment d'infanterie de Suwałki.
Dans le même temps, aux alentours du village de Giby, entre les lacs Gieret et Pomorze et le sud de Sejny, une compagnie d'infanterie lituanienne, renforcée de trois mitrailleuses, refuse de se retirer et ouvre le feu. Évitant de répandre le sang de ses hommes, le commandant polonais demande la médiation du général Manneville, membre de la mission militaire française. Après une courte discussion, les Lituaniens acceptent de se retirer. Le 31 août la ville de Sejny est finalement prise par le 16e régiment de Uhlans. Pour éviter les affrontements avec les forces lituaniennes, le commandant polonais refuse d'envoyer d'autres patrouilles et les escadrons de reconnaissance reçoivent l'ordre de pas pousser jusqu'à la ligne de démarcation.
Le 1er septembre 1920, le conseil populaire de la région de Suwałki est rétabli. Jusqu'au retour des autorités élues en 1919, les villes et les villages sont administrés par des starostes provisoires.

## Offensive lituanienne
À Paris et à Kaunas, les diplomates polonais essayent de parvenir à un accord avec les Lituaniens sur la reconnaissance de la Ligne Foch comme frontière entre Pologne et Lituanie. Toutefois, l'Entente prévoit de laisser Vilnius aux Polonais, alors que les Lituaniens la considèrent toujours comme leur capitale. L'avenir de la Lituanie centrale n'était pas claire et les autorités lituaniennes décident d'utiliser la région de Suwałki comme monnaie d'échange pour négocier avec les Polonais et les Français. Le 2 septembre, commence une offensive lituanienne pour reconquérir les villes de Suwałki et Augustów.
L'opération Augustów, comme l'appellent les officiers lituaniens, doit être menée par les 7 000 hommes de la 2e division d'infanterie lituanienne, avec un détachement de cavalerie lourde, 100 mitrailleuses et 12 pièces d'artillerie. L'assaut est prévu le long de trois axes principaux : Kalvarija-Suwałki, Sejny-Giby-Augustów et Lipsk-Augustów. Le but est d'enfoncer un coin entre les troupes polonaises et d'isoler les forces de Nieniewski du reste de l'armée polonaise, engagée dans la bataille de la rivière Niémen plus au sud.
Après une série d'accrochages autour des villages de Żubryn, Kleszczówek et Gulbieniszki, l'avance vers Kalwaria est repoussée vers le nord. Toutefois, le front sud-est est rompu dans la région de Sztabin et Kolnica et le 4 septembre, l'armée lituanienne atteint la périphérie d'Augustów. L'attaque vers Sejny, située à seulement deux kilomètres de la Ligne Foch, est également couronnée de succès.
Le 2 septembre, près de Berżniki, une première escarmouche est signalée. Le commandant d'une unité de cavalerie de reconnaissance polonaise est convaincu que l'unité lituanienne qu'il a rencontrée a tout simplement perdu son chemin et il s'est approché. Son unité est rapidement encerclée et désarmée. Peu de temps après, l'attaque sur Sejny commence. Après plusieurs heures de barrage d'artillerie lourde et de combats à la périphérie de la ville, elle est repoussée avec pertes négligeables des deux côtés. Le major Skrzyński, commandant le 16e régiment de Uhlans polonais, est convaincu que les combats autour de la ville sont un malentendu, il demande un cessez-le-feu. Après avoir discuté avec les officiers lituaniens, il demande à Kaunas la confirmation de leurs ordres. Lorsque celle-ci arrive, les Polonais se rendent compte qu'ils sont en infériorité numérique et abandonnent Krasnopol et Krasne sans opposition.
Les jours suivants, les forces polonaises se retirent de Sejny vers le sud, dans la région de Nowa Wieś et du lac Wigry. Dans le même temps, une contre-offensive le long de la route Augustów-Sejny se prépare. L'opération, qui commence le 5 septembre, est un succès. Les forces lituaniennes venant de Sejny sont dispersées et Augustów sécurisée. Trois bataillons d'infanterie lituaniens sont encerclés et presque anéantis, alors que les autres forces sonnent la retraite. Le 9 septembre, les Polonais reprennent Sejny. Le 10, les forces lituaniennes sont repoussées derrière la Ligne Foch.
Les combats continuent jusqu'au 27 septembre, mais les lignes polonaises sont intactes. Pendant ce temps, les négociations diplomatiques ont repris à Suwałki et un protocole de cessez-le-feu est signé le 7 octobre. L'accord de Suwałki prend en compte la modification de la ligne Foch comme base des futures négociations sur la question des frontières dans la région de Suwałki.

## Conclusion
L'accord de Suwałki ne règle pas l'avenir de Vilnius. La Lituanie refuse toujours de discuter du statut de la ville qu'elle revendique comme capitale et nie toute influence polonaise. Le général en chef Józef Piłsudski décide alors de couper court à toute discussion, mais désireux d'éviter un conflit ouvert et une condamnation internationale, il met en scène une fausse rébellion de la 1re division lituano-biélorusse du général Lucjan Żeligowski qui prend le contrôle de la ville le 9 octobre. Avec la médiation de la Société des Nations, et après une tentative de Żeligowski de marcher sur Kaunas, un cessez-le-feu est signé le 21 novembre.
En dépit de ses revendications concernant Vilnius, la Société des Nations demande à la Pologne de se retirer, mais celle-ci ne s'y conformera pas. En théorie, les Britanniques et les troupes françaises auraient dû se charger de faire appliquer cette décision. Cependant, la France ne s'opposera pas à la Pologne, qu'elle considère comme une alliée potentielle dans une guerre imminente contre l'Allemagne; et la Grande-Bretagne n'est pas disposée à agir seule. Ainsi, Vilnius reste polonaise. Un gouvernement provisoire nommé Komisja Rządząca Litwy Środkowej (Commission de l'administration de Lituanie centrale) est formé. Des élections parlementaires ont lieu le 8 janvier 1922 et la Diète de Vilnius (Sejm Wilenski) décide le 20 février l'incorporation dans la Pologne comme capitale de la voïvodie de Wilno.
La Conférence des ambassadeurs de la Société des Nations n'acceptera le statu quo qu'en 1923, mais le gouvernement lituanien refusera de signer tout accord politique avec la Pologne. L'accord de Suwałki du 7 octobre 1920 demeurera le seul texte juridique définissant la frontière entre la Pologne et la Lituanie. Les relations entre les deux pays ne commenceront à se normaliser qu'après les négociations en 1927 de la Société des Nations. Le 17 mars 1938, alors que l'Allemagne nazie menace ses frontières du sud, la Pologne adressera un ultimatum à la Lituanie, pour exiger l'établissement de relations diplomatiques et garantir ses frontières au nord. Ainsi forcée d'établir des relations diplomatiques avec la Pologne, la Lituanie acceptera alors de facto, le tracé de la frontière.
Ces décennies de mésentente entre les deux pays marqueront en tous cas la fin du rêve de fédération Międzymorze de Józef Piłsudski.

## Sources
- (en) Cet article est partiellement ou en totalité issu de l’article de Wikipédia en anglais intitulé « Polish–Lithuanian War » (voir la liste des auteurs).